# Diócesis de Gracias
La diócesis de Gracias (en latín: Dioecesis Gratiarum) es una circunscripción eclesiástica de la Iglesia católica en Honduras. Se trata de una diócesis latina, sufragánea de la arquidiócesis de San Pedro Sula. Desde el 27 de abril de 2021 su obispo es Walter Guillén Soto, de la Pía Sociedad de San Francisco de Sales.

## Territorio y organización

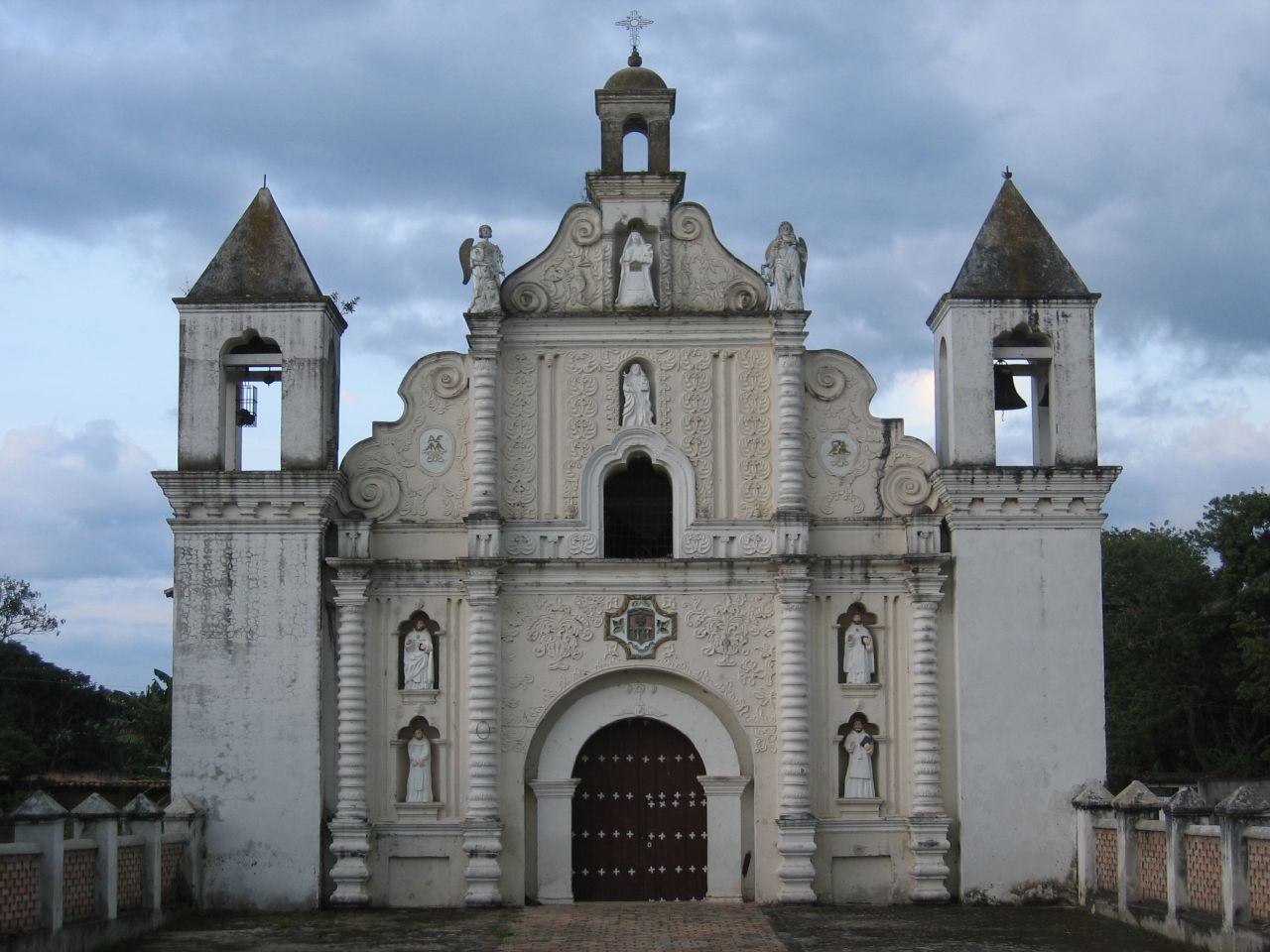
Iglesia de la Merced, en Gracias, que data de principios del

La diócesis tiene 7357 km² y extiende su jurisdicción sobre los fieles católicos de rito latino residentes en los departamentos de Lempira e Intibucá.
La sede de la diócesis se encuentra en la ciudad de Gracias, en donde se halla la Catedral de San Marcos Evangelista.
En 2021 en la diócesis existían 21 parroquias.

## Historia
La diócesis fue erigida el 27 de abril de 2021 por el papa Francisco mediante la bula Qui ad augendum, derivando su territorio de la diócesis de Santa Rosa de Copán.
Originalmente sufragánea de la arquidiócesis de Tegucigalpa, pasó a formar parte de la provincia eclesiástica de San Pedro Sula el 26 de enero de 2023.

## Estadísticas
Según el Anuario Pontificio 2022 la diócesis tenía a fines de 2021 un total de 515 370 fieles bautizados.
| Año                                                                             | Población            | Población | Población      | Sacerdotes | Sacerdotes    | Sacerdotes    | Bautizados por sacerdote | Diáconos permanentes | Religiosos | Religiosos | Parroquias |
| Año                                                                             | Bautizados católicos | Total     | % de católicos | Total      | Clero secular | Clero regular | Bautizados por sacerdote | Diáconos permanentes | Varones    | Mujeres    | Parroquias |
| ------------------------------------------------------------------------------- | -------------------- | --------- | -------------- | ---------- | ------------- | ------------- | ------------------------ | -------------------- | ---------- | ---------- | ---------- |
| 2021                                                                            | 515 370              | 574 693   | 89.7           | 28         | 28            |               | 18 406                   |                      |            | 22         | 21         |
| Fuente: Catholic-Hierarchy, que a su vez toma los datos del Anuario Pontificio. |                      |           |                |            |               |               |                          |                      |            |            |            |

## Episcopologio
- Walter Guillén Soto, S.D.B., desde el 27 de abril de 2021